# البحرين في أولمبياد لندن 2012
شاركت البحرين  في دورة ألعاب أولمبية صيفية 2012، لندن المملكة المتحدة، في الفترة من 27 يوليو - 12 أغسطس 2012. و دخلت ب 12 رياضي في 3 رياضة.

## أصحاب الميداليات
| الميدالية | اسم       | الرياضة     | الحدث               | موعد     |
| --------- | --------- | ----------- | ------------------- | -------- |
| برونزية   | مريم جمال | ألعاب القوى | 1500 متر سباق سيدات | 10 اغسطس |